# Форд Філд
Форд Філд (англ. Ford Field) — американський футбольний стадіон, розташований у місті Детройт, штат Мічиган. Стадіон є домашньою ареною команди НФЛ Детройт Лайонс.
Звичайна місткість арени складає 65,000 глядачів, але вона може збільшуватися до 70,000 місць під час проведення футбольних матчів та до 80,000 місць під час проведення баскетбольних матчів.
Права на перейменування стадіону були придбані компанією Ford за 40 мільйонів доларів строком на 20 років.